# 4602 Heudier
4602 Heudier је астероид главног астероидног појаса чија средња удаљеност од Сунца износи 2,619 астрономских јединица (АЈ).
Апсолутна магнитуда астероида је 12,4.